# Newport Rugby Football Club
‌
Maillots
Newport Rugby Football Club est un club professionnel gallois de rugby à XV fondé en 1874 et basé dans la ville de Newport.
Ses joueurs sont susceptibles d'être sélectionnés par le Dragons RFC, franchise professionnelle avec qui le club ne doit pas être confondu et qui dispute le United Rugby Championship et les compétitions de l'EPCR.

## Histoire
Newport est un des grands clubs du rugby gallois. Fondé en 1874, il fait partie des onze clubs qui fondent la fédération galloise (WRU). À plusieurs reprises, en ces temps héroïques, l'équipe demeure invaincue pendant de longues périodes et se taille une réputation d'invincibilité. Il remporte le premier championnat du pays de Galles en 1895 et récidive en 1896. C'est alors le plus gros pourvoyeur d'internationaux de l'équipe du pays de Galles.
Newport est un passage obligé pour les équipes en tournée et se distingue en étant la première équipe de club à faire tomber les Springboks en 1912. Le club inaugure donc la tradition qui veut que les Sud-Africains offrent une tête de springbok à toute équipe qui les bat au cours des tournées, en dehors des test matchs. L'Australie (1957), la Nouvelle-Zélande (1963), l'Afrique du Sud (1969), les Tonga (1974), tomberont tous dans l'enfer de Rodney Parade.
Newport remporte fréquemment le championnat et la Coupe à deux reprises, mais ne joue plus les premiers rôles après 1970. Seul un titre de champion en 2004 atteste le passage réussi au professionnalisme.
Depuis 2003, le Newport RFC ne joue plus au plus haut niveau européen. À la suite du regroupement régional des clubs au sein de cinq franchises professionnelles opéré par la fédération galloise, il fournit ses joueurs aux Newport Gwent Dragons, engagés en Coupe d'Europe et joue dans le championnat semi-professionnel du pays de Galles.
En 2024, la fédération galloise lance le Super Rygbi Cymru (en), première compétition professionnelle incluant dix équipes. Appliquée pour la saison 2024-2025, Aberavon en fait partie,.

## Palmarès
- Championnat du pays de Galles :
  - Champion (non officiel) (10) : 1895, 1896, 1903, 1912, 1920, 1923, 1951, 1956, 1962 et 1969.
  - Champion (1) : 2004.

- Coupe du pays de Galles :
  - Vainqueur (2) : 1977 et 2001.
  - Finaliste (3) : 1978, 1986 et 2003.

## Personnalités du club

### Joueurs célèbres
| - Chris Anthony - Stuart Barnes - Trevor Brewer - Roy Burnett - Tom Clapp - Augustin Pujol - Bob Evans - Adrian Garvey - Robert "Bob" Gould - Arthur Gould - Thomas Graham | - Jehoida Hodges - Shane Howarth - Ken Jones - Robbie Kempson - Willie Llewellyn - Jan Machacek - Charles Newman - Thomas Pearson - Brian Price - Charlie Pritchard | - Paul Cooke - Simon Raiwalui - Billy Raybould - Gareth Rees - Rod Snow - Jeff Squire - Gary Teichmann - Malcolm Thomas - Bunner Travers - Twyber Travers - Stuart Watkins | - Billy Williams |